# Danmarks geografi

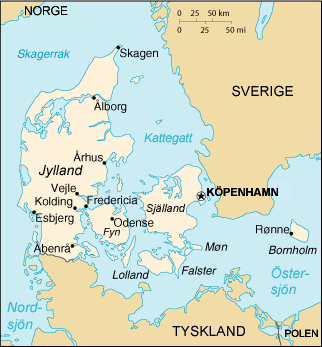
Karta över Danmark.

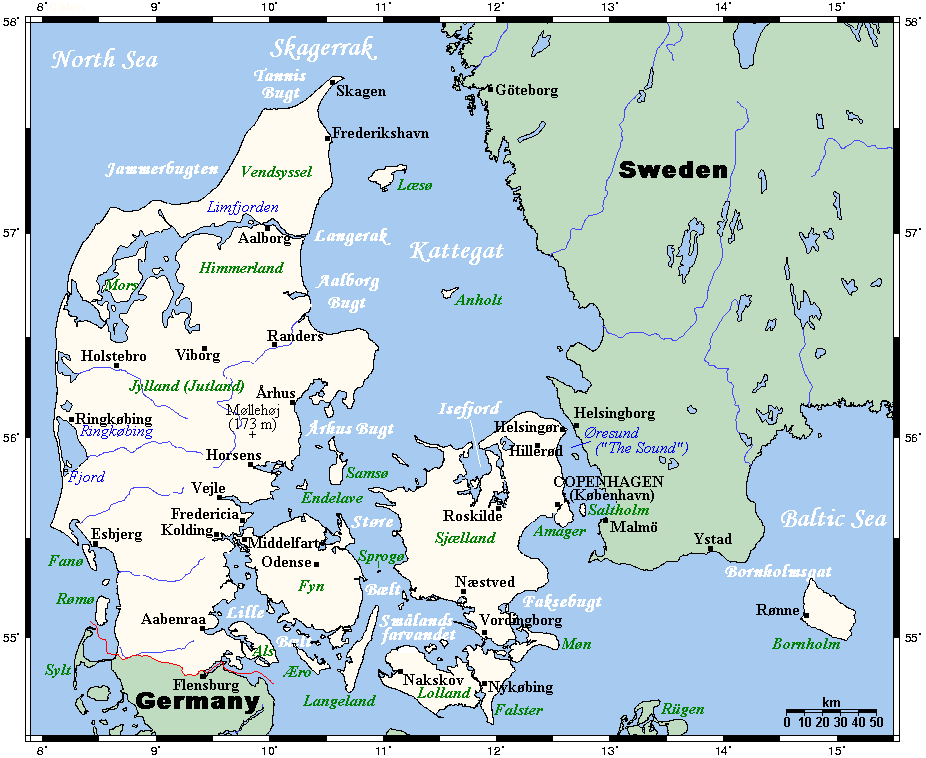
Karta över Danmarks orter.

Den här artikeln behandlar Danmarks geografi.
Danmark är beläget i Nordeuropa (Norden) på halvön Jylland och flera öar i Östersjön. Det gränsar till både Östersjön och Nordsjön längs sin 7 314 km långa kuststräcka. Till ytan kan Danmark jämföras med den sammanlagda ytan av Skåne och Småland eller den amerikanska delstaten Massachusetts eller den kanadensiska provinsen Nova Scotia. I förhållande till sin yta har Danmark en mycket lång kustlinje (ca 7 400 km). Danmark har en 68 km lång gräns med Tyskland i söder (Sønderjylland) vilken är den enda landgränsen. Nordjylland (Vendsyssel) avsnörs av Limfjorden. De största danska öarna är Själland, Fyn (som omges av Lilla och Stora Bält), Lolland, Falster och Møn samt längre österut Bornholm. Danmark är ett utpräglat lågland (i genomsnitt 30 m ö.h.) med slätter och mjuka kullar, som är bildat av avlagringar från istiden. Berggrunden består av sedimentära bergarter. Det finns mäktiga kritlager som på sina håll går i dagen, t.ex. vid Møns Klint. Marken är täckt av tjocka moränlager; på öarna och i Östjylland är det mestadels bördiga moränleror och här dominerar det kuperade backlandskapet. Västjylland upptas av vida sandhedar med mäktiga dyner (klitter) längs Nordsjökusten, bl.a. vid Skagen. I sydväst finns strandängar som översvämmas vid flod och friläggs vid ebb (marskland). I övergången mellan den jylländska hedmarken och backlandskapet finns Danmarks högsta punkter (Yding Skovhøj 173 m, Ejer Bavnehøj 171 m och Himmelbjerget 147 m). Danmark är fattigt på sjöar och vattendrag. De längsta vattendragen är Gudenå (158 km) och Storå. Landet ligger inom Europas lövskogsbälte och hade förr vidsträckta bokskogar. Nu är en stor del av skogen planterad, mest barrträd (bl.a. gran på Jyllands ljunghedar). Det finns också ek och andra lövträd (alm, ask, lönn och lind). Floran påminner om den sydsvenska. Odling och avverkning av skogen har påverkat det en gång rika djurlivet. Rapphöns och fasan, hare, rådjur och hjort är vanliga. Storken har minskat i antal från mitten av 1900-talet. Fågellivet är särskilt rikt på Jyllands västkust (sim- och vadarfåglar). Många flyttfåglar rastar här och en del nordliga arter övervintrar i Danmark.
Danmark har ett tempererat klimat, med vilket menas att vintrarna är milda och blåsiga och somrarna är svala. Nederbörd är året om och Sydvästra Jylland får mest regn. Terrängen är förhållandevis platt med ett par mindre vågiga slätter. Territoriet Danmark består av ön Bornholm i Östersjön och resten av Danmark men exkluderar Färöarna och Grönland. Kungariket omfattar geografiskt dock de två självstyrande områdena.
Danmarks position ger total kontroll över sunden vid  Skagerrak och Kattegatt som sammanbinder Östersjön med Nordsjön. Landets naturtillgångar är petroleum, naturgas, fisk, salt, kalksten, sten, grus och sand.

## Geografiska data
Geografiska koordinater: 54 00 N, 10 00 Ö.
- Gränssträckning på land totalt: 68 km
- Landgränser: Tyskland 68 km
- Kustlinjer: 7 314 km
- Klimat: tempererat; fuktigt och dimmigt; milda vintrar och svala somrar
- Terräng: lågt och platt med lätt kuperade marker
- Höjdskillnader:
  - Lägst: Lammefjorden, –7,5 m
  - Högst: Møllehøj, 170,86 m (därtill Yding Skovhøj 170,77 m och Ejer Bavnehøj 170,35 m i samma område)
- Naturresurser: olja, naturgas, fisk, salt, kalksten, sten, grus och sand.
- Jordfördelning: (1993)
  - Brukad jord: 60 procent
  - Skog och liknande: 14 procent
  - Annat: 25 procent
  - Obrukat landområde: 4 350 km²
- Naturrisker: Översvämningar är ett problem i vissa delar av landet, till exempel delar av Jylland samt längs Lollands sydkust. Dessa områden skyddas från havet med ett system av fördämningar.
- Ekologi:
  - Under debatt: luftföroreningar, förorening från bilar och kraftverk.
  - Kväve- och fosforförorening av Nordsjön.
  - Dricksvatten- och grundvattensföroreningar på grund av jordbruk och rester från bekämpningsmedel.

## Öar
Det finns för närvarande (2020) 73 bebodda öar i Danmark. Följande öar hade mer än 1 000 invånare den
1 januari 2020 (ordnade efter befolkningstal):
1. Själland - 2 541 972
2. Fyn - 469 947
3. Vendsyssel-Thy - 294 424
4. Amager - 209 462
5. Lolland - 58 759
6. Als - 49 476
7. Falster - 42 451
8. Bornholm - 39 499
9. Mors - 20 217
10. Langeland - 12 280
11. Møn - 9 235
12. Tåsinge - 6 213
13. Ærø - 5 956
14. Samsø - 3 657
15. Thurø - 3 545
16. Fanø - 3 488
17. Læsø - 1 786
18. Bogø - 1 186